# 昆包劳奇
昆包劳奇（匈牙利語：Kunbaracs）是匈牙利南部巴奇-基什孔州所辖的一个村，总面积55.12平方公里，总人口670，人口密度12人/平方公里（2002年）。地理坐标为46°59′N 19°25′E。